# Duplicity
Duplicity är en amerikansk långfilm från 2009 i regi och manus av Tony Gilroy, med Clive Owen, Julia Roberts, Tom Wilkinson och Paul Giamatti i rollerna.

## Rollista
| Clive Owen          | – Ray Koval         |
| Julia Roberts       | – Claire Stenwick   |
| Tom Wilkinson       | – Howard Tully      |
| Paul Giamatti       | – Richard Garsik    |
| Dan Daily           | – Garsik's Aide     |
| Lisa Roberts Gillan | – Tully's Assistant |
| David Shumbris      | – Turtleneck        |
| Rick Worthy         | – Dale Raimes       |
| Oleg Shtefanko      | – Boris Fetyov      |
| Denis O'Hare        | – Duke Monahan      |
| Kathleen Chalfant   | – Pam Frailes       |
| Khan Baykal         | – Dinesh Patel      |
| Thomas McCarthy     | – Jeff Bauer        |